# Jan Jankiewicz

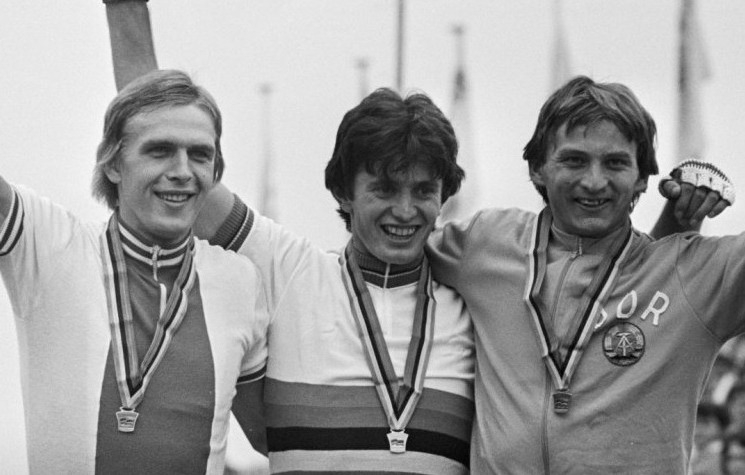
Jan Jankiewicz, Gianni Giacomini, Bernd Drogan (1979)

Jan Jankiewicz (ur. 17 września 1955 w Przedborowej) – polski kolarz torowy i szosowy, dwukrotny wicemistrz świata w kolarstwie szosowym, wielokrotny mistrz Polski, najlepszy sportowiec Polski w Plebiscycie Przeglądu Sportowego (1979).

## Życiorys

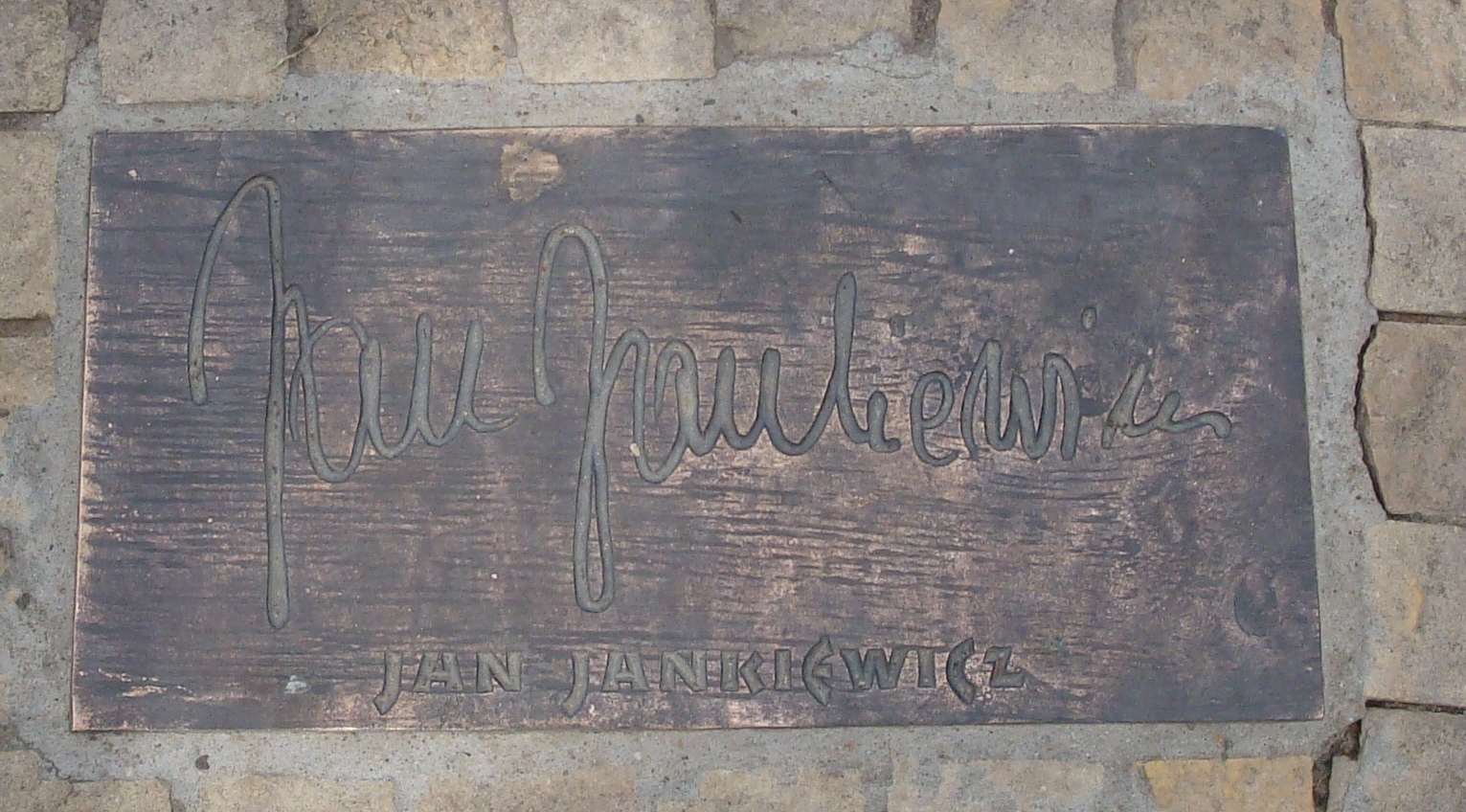
Tabliczka z podpisem J. Jankiewicza w Alei Sław Kolarstwa Polskiego w Nałęczowie.

Był wychowankiem Piasta Nowa Ruda, w którym zaczął trenować w 1974 (pod okiem trenera M. Matuszewskiego), od 1978 do 1983 był zawodnikiem RLKS Wrocław. Początkowo specjalizował się w kolarstwie torowym. W tej dyscyplinie sportu startował na igrzyskach olimpijskich w Montrealu w 1976 roku, zajmując 5-8. miejsce w wyścigu na 4000 m na dochodzenie drużynowo i 10. miejsce w wyścigu na 4000 m na dochodzenie indywidualnie. Ponadto siedmiokrotnie startował na mistrzostwach świata, zajmując w wyścigu drużynowym na dochodzenie miejsca: 11. na MŚ 1974, 5. na MŚ 1975 i 4. na MŚ 1981 (na MŚ 1977, MŚ 1978 i MŚ 1983 odpadał w eliminacjach), a w wyścigu indywidualnym na dochodzenie miejsca: 9. na MŚ 1974, 4. na 1975, 5-8 na MŚ 1977, 6. na MŚ 1978 i na MŚ 1979 oraz 4. na MŚ 1981, zajął też 9. miejsce w wyścigu długodystansowym na MŚ 1978.
Był także siedmiokrotnym mistrzem Polski z rzędu w wyścigu indywidualnym na 4000 m na dochodzenie (1975-1981), a także wicemistrzem (1974) i brązowym medalistą (1983) w tej konkurencji, wicemistrzem Polski w wyścigu długodystansowym (1978) i brązowym medalistą w wyścigu na 1000 m ze startu zatrzymanego (1977).
Starty torowe łączył z wyścigami na szosie. Od 1979 był członkiem polskiej kadry szosowej i natychmiast zdobył swoje najważniejsze laury w karierze sportowej – srebrne medale w wyścigu ze startu wspólnego oraz w drużynowej jeździe na czas na mistrzostwach świata w Valkenburgu w 1979 roku. Nie powtórzył tego sukcesu na igrzyskach olimpijskich w Moskwie w 1980 roku, zajmując w wyścigu drużynowym na 100 km czwarte miejsce. Wyścigu indywidualnego na igrzyskach nie ukończył.
Na szosie sięgnął dwukrotnie po tytuł mistrza Polski – w 1975 w jeździe indywidualnej na czas i w 1979 w jeździe parami (z Januszem Bieńkiem). W tej ostatniej konkurencji był także dwukrotnym wicemistrzem Polski (1974 – z Edwardem Chełminiakiem, 1977 – z J. Soboniem), jeden tytuł wicemistrzowski zdobył w jeździe indywidualnej na czas w 1980. Zdobył też dwa brązowe medale mistrzostw Polski – w 1978 w wyścigu indywidualnym, w 1979 w wyścigu drużynowym na 100 km.
Dwukrotnie wystąpił w Wyścigu Pokoju, zajmując miejsca: 4 w 1979 (wygrywając prolog i klasyfikację aktywnych) i 6 w 1981. W Tour de Pologne był dwukrotnie trzeci w 1978 (wygrał wówczas prolog i dwa etapy) i 1980 (wygrywając jeden etap i przez trzy etapy jadąc w koszulce lidera).
Wszedł w skład komitetu wspierającego kandydaturę Karola Nawrockiego na prezydenta RP w wyborach w 2025.